# Volpone vagy a pénz komédiája
Volpone vagy a pénz komédiája, (Volpone, or The Fox) Ben Jonson komédiája, melyet 1606-ban mutattak be először. A vágy és a mohóság kegyetlen szatírája, Jonson legtöbbször játszott darabja, az angol irodalom egyik legjelentősebb komédiája.

## Szereplők
- Volpone (a "Nagy róka"), kapzsi, gyermektelen velencei nemes
- Mosca (a légy), szolgája
- Voltore (a keselyű), ügyvéd
- Corbaccio (a varjú), egy öreg fösvény
- Bonario, Corbaccio fia
- Corvino (a holló), kereskedő
- Celia, Corvino felesége
- Sir Politicus Volna, egy nevetséges angol úr.
- Lady Volna (a papagáj), angol hölgy, Sir Politicus Volna felesége
- Peregrine, egy angol utazó
- Nano, egy törpe, Volpone társa
- Androgyno, egy hermafrodita, Volpone társa
- Castrone, egy herélt ember, Volpone társa
- Bírák, Venice bírói

## Cselekménye
Volpone, a velencei nemes ember, haldoklást színlel egy hosszúra elnyúló betegséget követően, hogy rászedje Voltorét, Corbacciót és Corvinót, akik a vagyonára pályáznak. Egymás után érkeznek meg, mind ajándékokat szorongatva azzal a szándékkal, hogy  Volpone őket tegye meg örökösévé. Mosca, Volpone segéde bátorítja mindegyiket, hogy ő lesz a szerencsés örökös és ráveszi Corbacciót, hogy fiától tagadja meg az örökségét Volpone javára.
Mosca megemlíti, hogy  Corvinónak gyönyörű felesége van, Celia, mire Volpone meglátogatja őt Scotónak álcázva magát. Corvino elkergeti, Volpone azonban most már ragaszkodik hozzá, hogy megszerezze Celiát. Mosca szól Corvinónak, hogy Volpone szeretne szerelmeskedni egy fiatal nővel, mert az felélesztené, és bárki segítene neki találni egy hölgyet, annak nagyon hálás lenne természetesen. Corvino felajánlja Celiát.
Röviddel Corvino és Celia érkezése előtt Corbaccio fia, Bonario érkezik és ott találja apját, aki éppen megfosztja őt örökségétől. Mosca elvezeti őt egy félreeső szobába. Volpone egyedül marad Celiával, és miután nem tudja elcsábítani a hölgyet luxus cikkek ígéretével, erőszakkal próbálkozik. Bonario meglátja ezt, közbelép és megmenti Celiát. Az igazság azonban rejtve marad Mosca, Volpone és a három balek szalutálása mellett.
Volpone most tisztnek álcázza magát és bejelenti halálhírét, valamint, hogy minden vagyonát Moscára hagyta. Ez felbőszíti Voltorét, Corbacciót és Corvinót, és mindenki visszatér az udvarba. Volpone kérése ellenére Mosca nem tágít frissen szerzett tehetős szerepétől, így Volpone arra kényszerül, hogy felfedje magát mindenki előtt. Volpone, Mosca, Voltore, Corbaccio és Corvino mind megbűnhődik a végén.

## Magyar fordítások és bemutatók
A darab első magyarországi bemutatója 1930. február 22.-én volt a Magyar Színházban. Az előadást Vaszary János rendezte, a szöveget Stefan Zweig német szövegéből Emőd Tamás fordította, a címszerepet Csortos Gyula alakította, a további szerepeket Szigeti Jenő, Dénes György, Turay Ida, Harsányi Rezső és Justh Gyula játszották.
1954-ben Illyés Gyula fordításában mutatta be a színművet a Szegedi Nemzeti Színház Sallós Gábor rendezésében, Kátay Endre, Kaló Flórián és Barsy Béla főszereplésével.
A szolnoki Szigligeti Színház 1974-ben Vas István fordításában tűzte műsorra a darabot. Az előadást Horváth Jenő rendezte, a főbb szerepeket Szabó Ottó, Piróth Gyula, Huszár László és Papp Zoltán.
2016-ban ismét a Szegedi Nemzeti Színház mutatta be a darabot Spiró György fordításában. Az előadást Csiszár Imre rendezte a főbb szerepeket Gömöri Krisztián, Rácz Tibor, Galkó Balázs és Borovics Tamás alakították.

## Külső hivatkozások
- Komlós Aladár: Volpone vagy a pénz komédiája, Ben Jonson vígjátéka átdolgozta: Stefan Zweig - a Magyar Színházban
- John Musto's Volpone at PeerMusic Classical
- Online Sparknotes for Volpone
- MTV videótár 1975 Volpone